# Мордовский драматический театр
Мордо́вский государственный национальный драматический театр — театр в Саранске (Мордовия), основанный в 1989 году. В 2007 году переехал в новое здание на Советской улице.
Театр был открыт 1 августа 1989 года. Здание, для него выделенное, имело зрительный зал всего на 35 мест, находившийся в полуподвальном помещении. Первыми артистами театра стали вернувшиеся из Москвы в Мордовию выпускники Театрального училища имени М. С. Щепкина, которые были направлены туда на учёбу Министерством культуры Мордовии.
Коллектив театра является лауреатом ряда международных театральных фестивалей. Ежегодно проводятся гастроли по населённым пунктам Мордовии, а также за её пределами в местах проживания мордвы: в Пензенской, Нижегородской, Ульяновской областях, Республике Чувашия.
В репертуаре в основном пьесы мордовских драматургов, таких как К. Г. Абрамов, А. И. Пудин, есть также постановки по произведениям русской и мировой классики, спектакли для детей. Спектакли идут на мокшанском, эрзянском языках с синхронным переводом на русский.

## Здание театра
В 2007 году театр получил новое здание, построенное по проекту саранского архитектора С. О. Левкова. Его открытие состоялось 21 июля 2007 года, во время проведения I Международного фестиваля финно-угорских народов.
Театр построен на месте, дореволюционного двухэтажного кирпичного здания, принадлежавшего помещику Г. П. Теплякову; в этом здании был открыт первый в истории Саранска кинотеатр «Художественный».
Театр примыкает к восточной стороне Выставочного зала Мордовского республиканского музея изобразительных искусств и соединён с ним одноэтажной вставкой. Отделка театра выполнена из тёмно-красного и сиреневого кирпича, светло-бежевой штукатурки, с использованием зеркального остекления и декоративных металлических вставок с мордовским орнаментом. С восточной стороны, где находится главный вход, расположен портик с шестью квадратными в сечении колоннами, также украшенными мордовским орнаментом. Между колоннами установлены четыре бронзовые фигуры: мокшанка с веткой цветущей яблони, эрзянка с чашей-братиной, старик, опирающийся на посох и юноша, выпускающий из рук птицу (скульптор Н. М. Филатов). Перед входом в театр устроена небольшая площадь с фонтаном.

## Фотогалерея

Постановка (эрз. «Апак лемде эрзянть тейтерь») по пьесе «Дочь некрещеного мордвина»
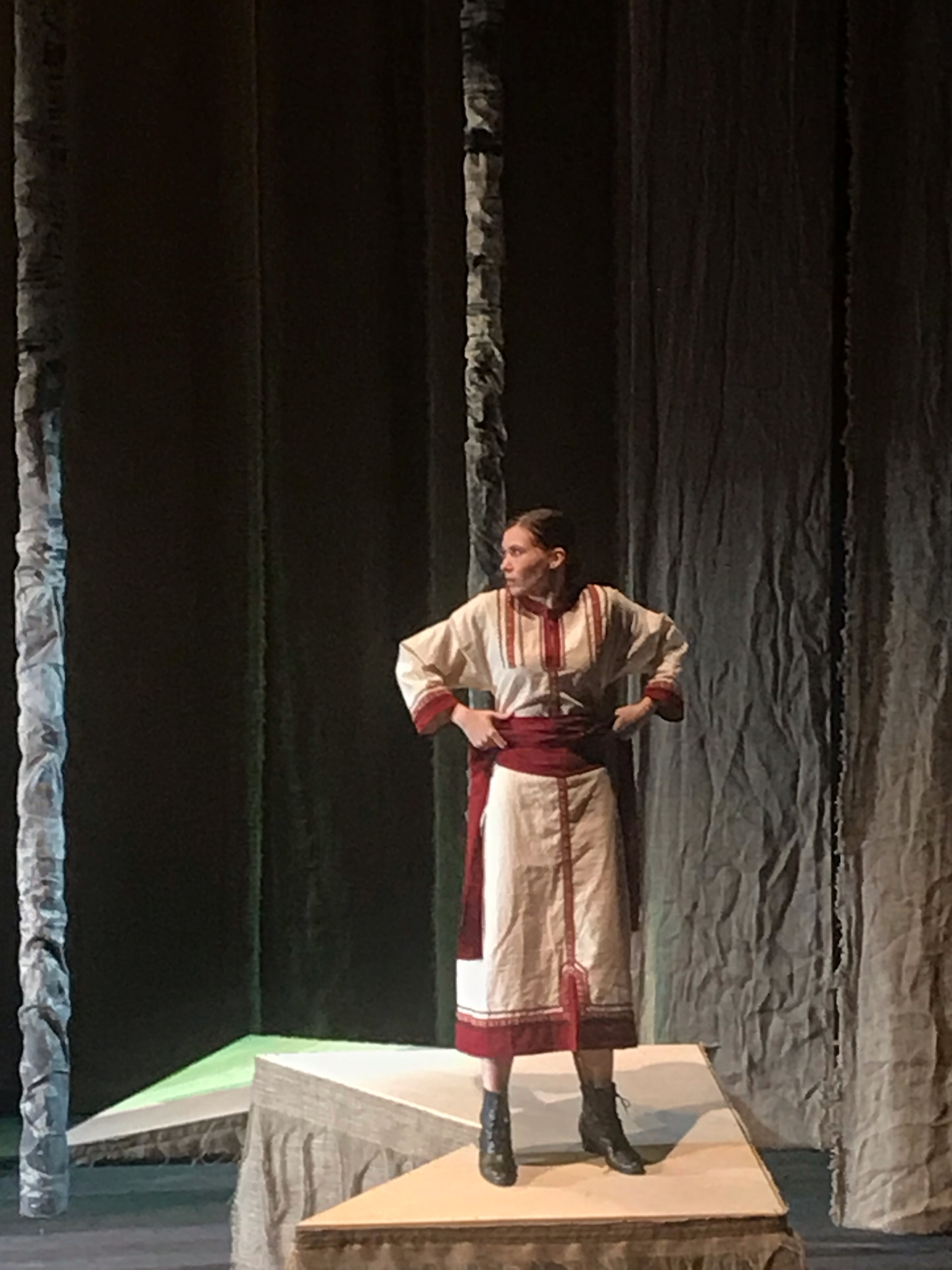
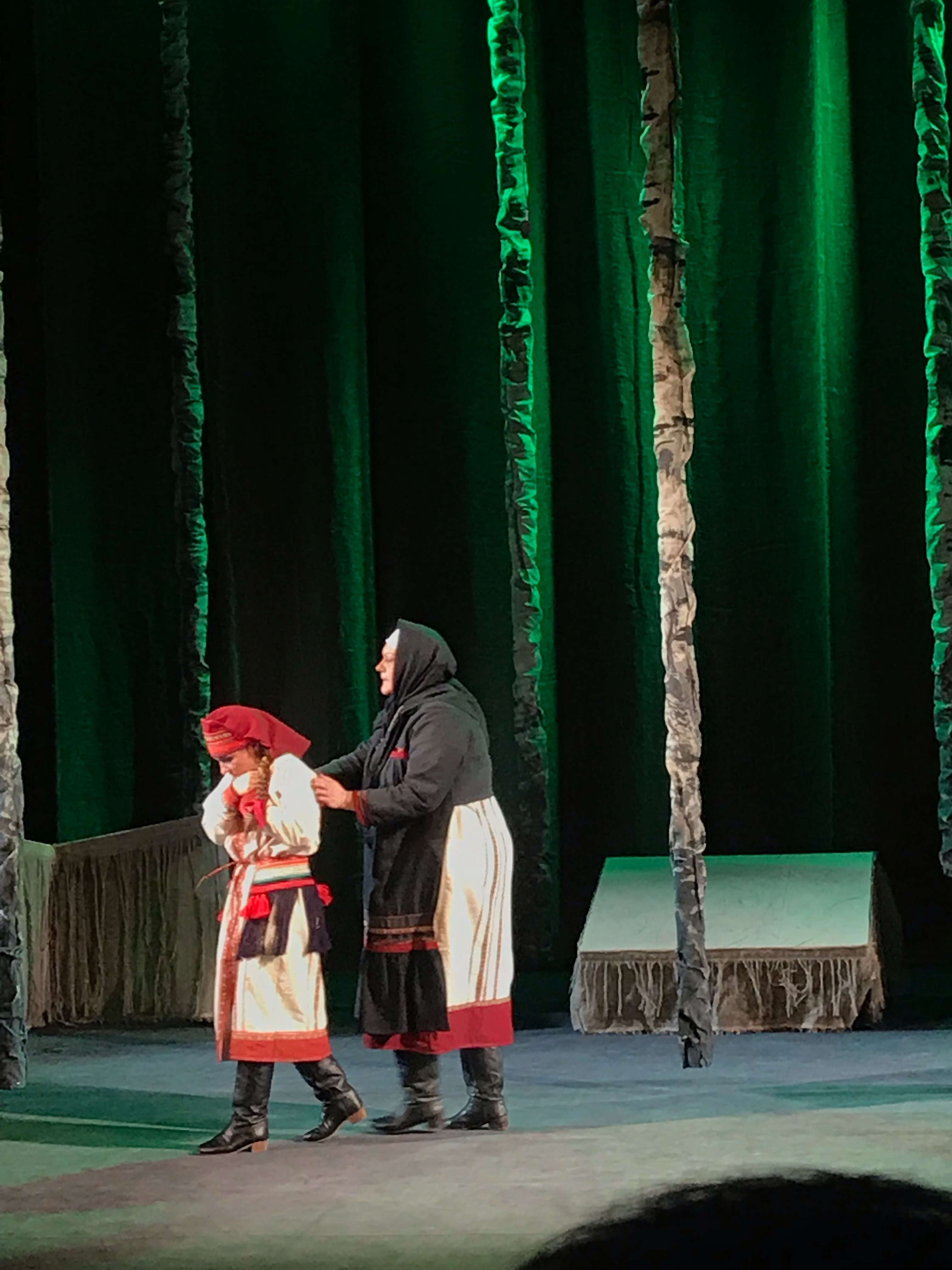
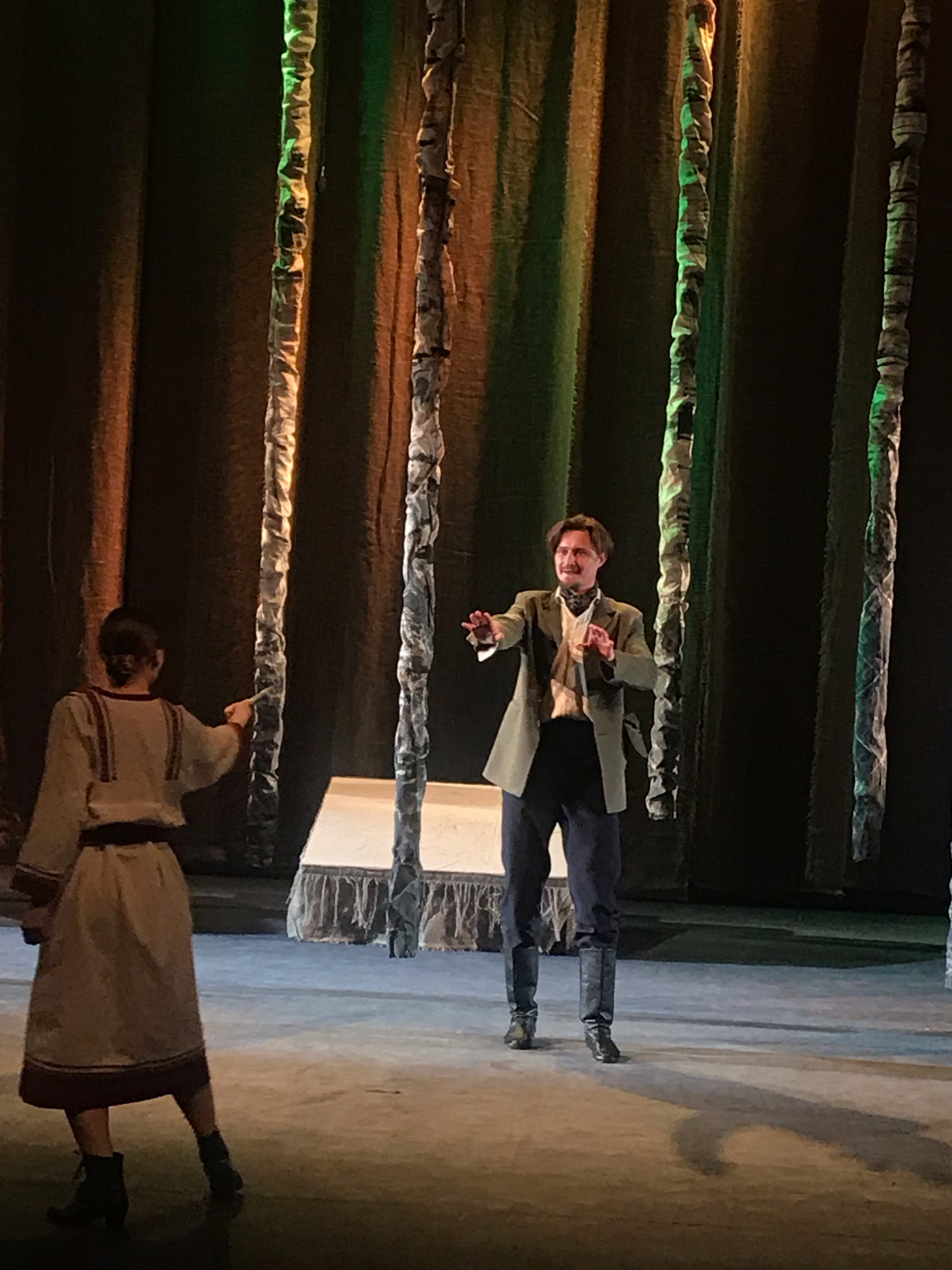